# Rians (Var)
Rians ist eine französische Gemeinde mit 4.245 Einwohnern (Stand 1. Januar 2022) im Département Var in der Region Provence-Alpes-Côte d’Azur. Sie gehört zum Kanton Saint-Maximin-la-Sainte-Baume im Arrondissement Brignoles.

## Geographie
Rians ist die westlichste Gemeinde des Départements Var. Sie erstreckt sich über ein weites, bewaldetes Gebiet und drei breite Täler. Rians ist der Hauptort eines Kantons, der an mehrere Départements angrenzt: Im Norden an das Département Alpes-de-Haute-Provence, im Westen an das Département Bouches-du-Rhône und dazwischen auf einer nur wenige hundert Meter langen Grenze an das Département Vaucluse.
Rians befindet sich in der Nähe des Massif de la Sainte-Baume, des Sainte-Victoire-Gebirges, des Pays d’Aix und der Seen des Verdon.

## Geschichte
Der Name der Ortschaft erscheint erstmals in Quellen des 11. Jahrhunderts. Damals wurde es Riannum oder Rianz genannt. Ursprünglich handelte es sich um ein Lehen des Kapitels von Saint-Sauveur. 1348 übergab Königin Johanna I. das Dorf an Raymond d’Agoult. Später zählte es dann zur Herrschaft von Valbelle und Castellane.
Beim Bau der Kirche Saint-Laurent fand man den leblosen Körper einer Frau aus der Familie der Fabri in einem sehr guten Erhaltungszustand. Sie wurde wie eine Heilige verehrt, ihr Leichnam verweste, nachdem er in die Büßerkapelle gebracht wurde.

## Persönlichkeiten
- Rians ist die Heimat des Mystikers Antoine Yvan, der im 16. Jahrhundert lebte.